# Distrito de Matale
Matale (en tamil: மாத்தளை) es un distrito de Sri Lanka en la provincia Central. Código ISO: LK.MT.
Comprende una superficie de 1987 km².
El centro administrativo es la ciudad de Matale.

## Demografía
Según estimación 2010 contaba con una población total de 497 000 habitantes, de los cuales 249 000 eran mujeres y 248 000 varones.